# Carl August Lückerath
Carl August Lückerath (* 13. Dezember 1936 in Much) ist ein deutscher Historiker und Geschichtsdidaktiker.
Lückerath studierte ab 1957 Geschichte, Germanistik, Philosophie und Rechtswissenschaften in Bonn, Göttingen und Frankfurt. 1965 wurde er mit einer Studie über den Hochmeister des Deutschen Ordens Paul von Rusdorf an der Universität Bonn promoviert. 1973 habilitierte er sich in Köln. Danach lehrte er von 1974 bis 1980 als Professor für Geschichte und Didaktik der Geschichte an der Abteilung Köln der Pädagogischen Hochschule Rheinland. Anschließend lehrte er von 1980 bis 2002 an der Universität zu Köln Mittelalterliche und Landesgeschichte sowie Didaktik der Geschichte. Er war dort auch als Prorektor (1990–1993), Dekan (1995–1999) und Prodekan (1999–2002) der Erziehungswissenschaftlichen Fakultät tätig.

## Schriften
- Paul von Rusdorf. Hochmeister des Deutschen Ordens 1422–1441 (= Quellen und Studien zur Geschichte des Deutschen Ordens. Bd. 15). Verlag Wissenschaftliches Archiv, Bad Godesberg 1969.
- mit Rolf Gundlach: Historische Wissenschaften und elektronische Datenverarbeitung. Ullstein, Frankfurt/M., Berlin, Wien 1977.
- mit Uwe Uffelmann (Hrsg.): Geschichte des Mittelalters. Gesellschaftsprozess als Leitthema des Unterrichts. Schwann, Düsseldorf 1982.
- mit Ernst Heinen (Hrsg.): Akademische Lehrerbildung in Köln. Eine Quellensammlung zur Geschichte der Pädagogischen Akademie Köln, der Pädagogischen Hochschule Köln und der Pädagogischen Hochschule Rheinland, Abt. Köln (= Schriften zur rheinischen Geschichte. Bd. 5), Köln 1985.
- Berufsbeamtentum und Beamtenorganisationen. Geschichtliche Wirklichkeit im Widerspruch? Referate und Diskussionen. Heymann, Köln 1987.
- (Hrsg.): Ernst Heinen: Beiträge zur Geschichte des politischen Katholizismus. Festgabe zum sechzigsten Geburtstag. Schulz-Kirchner, Idstein 1993.
- mit Uwe Uffelmann (Hrsg.): Das Mittelalter als Epoche. Versuch eines Einblicks. Schulz-Kirchner, Idstein 1995.
- mit Michael Salewski (Hrsg.): Josef Schröder: Hitler und Mussolini. Aspekte der deutsch-italienischen Beziehungen, 1930–1943. Festgabe zum 70. Geburtstag am 7. März 2007. Muster-Schmidt, Gleichen, Zürich 2007.